# Дейр-эль-Медина
Дейр-эль-Медина или Дейр эль-Медина (араб. دير المدينة‎, DMG Dair al-Madīna «Городская церковь»; егип. st mˤ3t — Сет-Маат «место истины») — один из группы фиванских некрополей, а также поселение ремесленников («служители места истины»), которые работали над созданием храмов Долины царей и Долины цариц в «городе мёртвых» в период XVIII-XX династий (ок. 1550—1080 годы до н. э.). Расположен на западном берегу Нила напротив Луксора, на полпути между Мединет-Абу и Рамессеумом.
Во время христианского периода храм Хатхор превратили в церковь, откуда и происходит арабское наименование местности «Городская церковь».

## Археология
Археологическая зона Дейр-эль-Медина впервые была исследована в 1905—1909 годах под руководством Эрнесто Скиапарелли. Впоследствии раскопки проводились на этом участке регулярно.
Во время триумфа Говарда Картера, обнаружившего гробницу Тутанхамона (KV62) в 1922 году, французский египтолог Бернар Бриер приступил к раскопкам Дейр-эль-Медины. Результатом этой работы стал один из наиболее задокументированных отчётов, охватывающий почти 400 лет, о жизни общества в давние времена. Ученик Бриера — Ярослав Черны занимался исследованием местности почти 50 лет до своей смерти в 1970 году и узнал многое о жизни древнеегипетских рабочих. В честь Бриера и Черны одну из местных гор назвали «Mont Cernabru».

## История
Как следует из материалов раскопок, поселение возникло при Тутмосе I (ок. 1506—1493 годы до н. э.) и просуществовало по крайней мере до правления Рамсеса XI. Птолемеи построили здесь храм богини Хатхор, который позднее был переоборудован в христианскую церковь.
Покровительницей этого места считалась Меритсегер, богиня ремесленников и строителей (служителей места истины).
Деревня лежит в небольшом природном амфитеатре, недалеко от Долины Царей на севере, погребальных храмов на востоке и юго-востоке, и от Долиной Цариц на западе. Возможно, деревня построена в отделении от прочего населения, чтобы сохранить тайну проводимых в гробницах работ.

### Повседневная жизнь

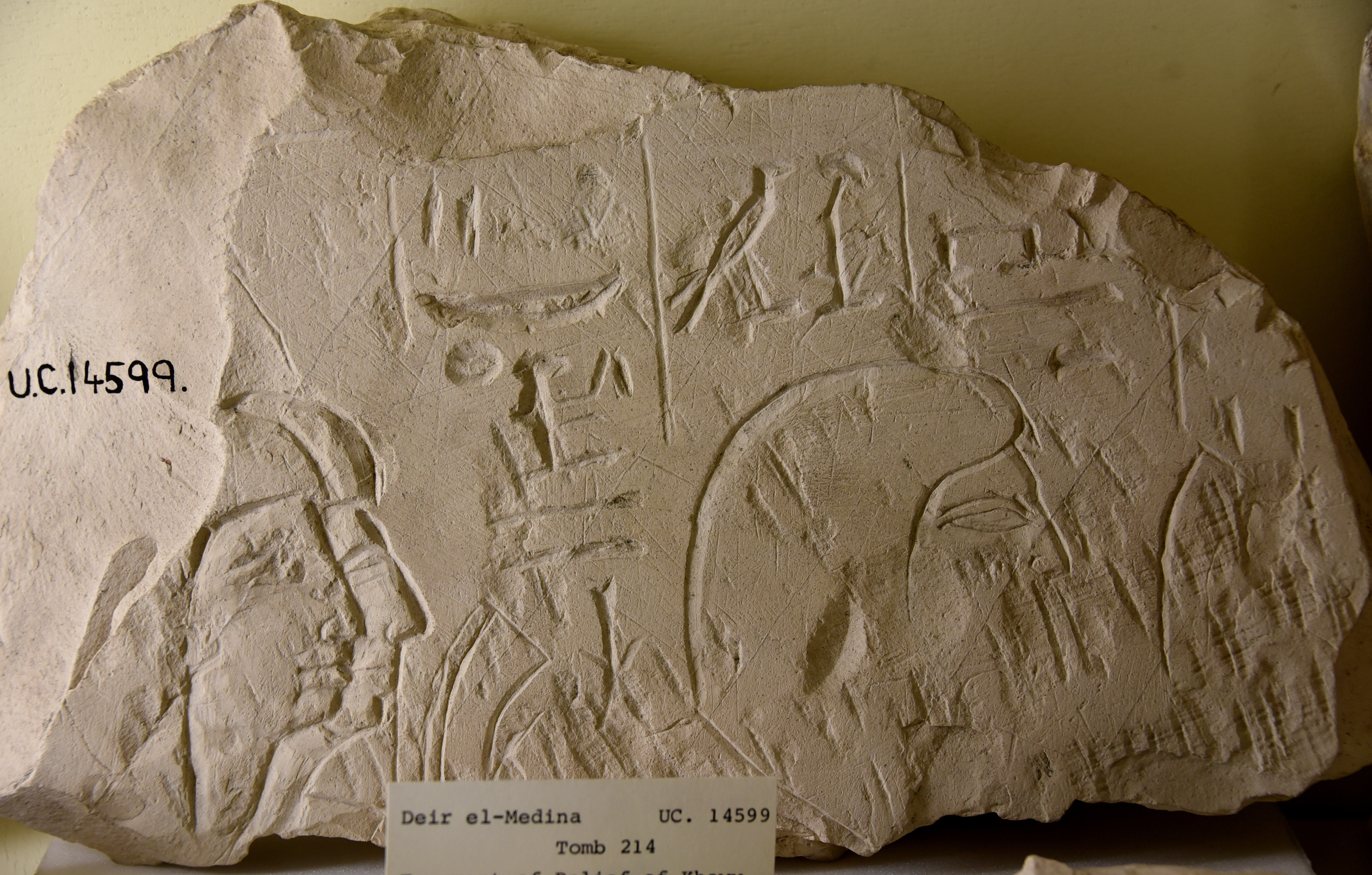
Фрагмент рельефа Кави — служителя места истины из гробницы 214 в Дейр-эль-Медине. XIX династия. Музей египетской археологии Питри, Лондон

В Дейр-эль-Медине найдены тысячи папирусов и остраконов, которые открывают картину повседневной жизни древнеегипетского поселения более подробно, чем какие бы то ни было другие источники. Огромное число текстов из «города мастеров» до сих пор ждёт своего опубликования.

### Забастовки
Первая известная в истории забастовка, записанная писцом Аменнахтом на папирусе, произошла в Древнем Египте, в правление фараона Рамсеса III. Строители и художники гробниц (одни из уважаемых профессий) из Дейр-эль-Медины в 1159 году до н. э. не получали должную оплату за свою работу. Затем, выждав 18 дней после очередной невыдачи зерна, они оставили работу и двинулись к городу с криками «Мы голодаем!». Чиновники приказали выдать протестующим хлеб, надеясь, что на этом всё закончится. Однако, на следующий день рабочие пробрались в основной амбар Фив в южной части Рамессеума, требуя задолженности. Служители храма позвали стража порядка Монтумеса, который приказал протестующим возвращаться к работам, но получил отказ. В конце концов, после переговоров бастующие получили просроченную оплату, но, едва вернувшись в свою деревню, они узнали, что не получат следующую. Рабочие возобновили забастовку и заблокировали пути в Долину Царей, чтобы люди не смогли совершать культовые обряды над могилами предков. Прибывшие чиновники с войсками услышали угрозу от рабочих, готовых разрушить царские усыпальницы, если армия применит силу. В итоге, последующие несколько лет чиновники проблему не решали, и забастовки возобновлялись не только из-за голода, но и потому, что «плохие вещи сотворены в месте фараона».
Следующие забастовки произошли 40—50 лет спустя в правление фараонов Рамсеса IX и Рамсеса X.